# Setzschiff

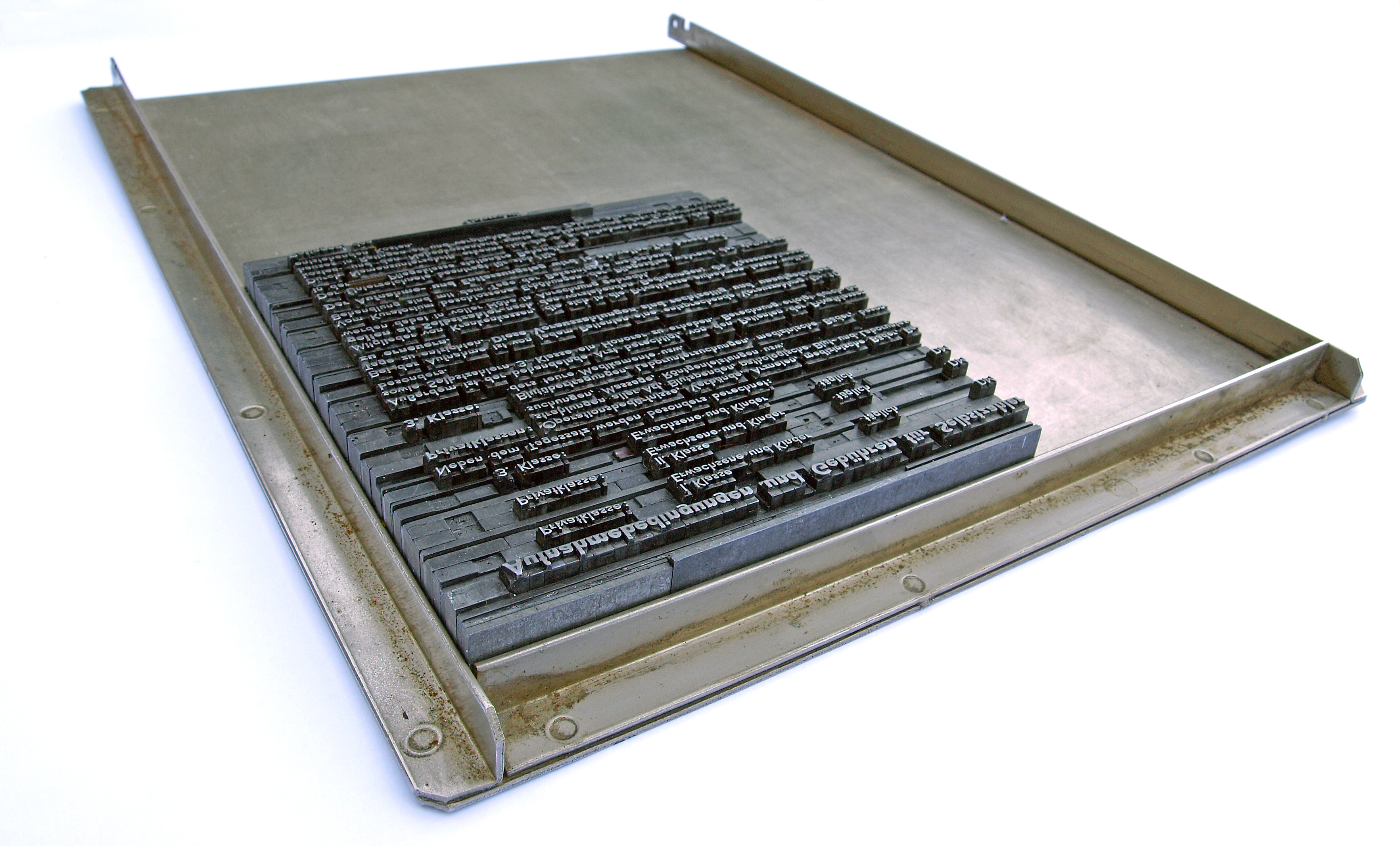
Setzschiff mit Handsatz-Kolumne

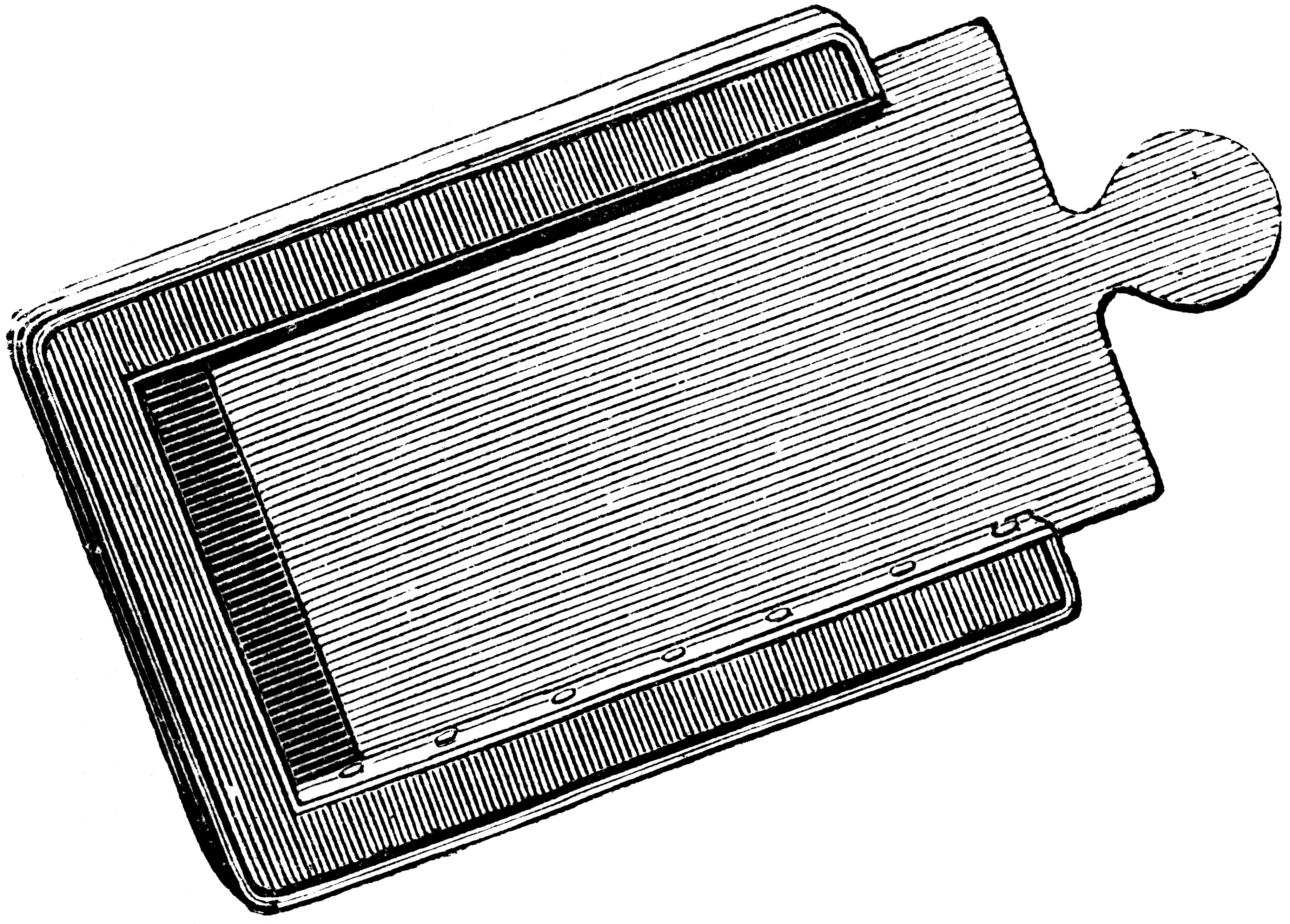
Stahlstich-Zeichnung eines Setzschiffes mit Zunge, um 1833

Ein Setzschiff ist ein im Handsatz verwendetes Tablett zur Ablage von gesetzten Zeilen aus dem Winkelhaken zur Montage und zum Transport von Kolumnen. Je nach Größe werden Spalten-, Oktav-, Quart-, Folio- und große Schiffe unterschieden. 
Das Setzschiff besteht aus einer rechteckigen Metallplatte, die an drei Seiten einen Rand aus Metall oder Holz hat. Über die offene Seite kann der Satz vom Setzschiff herunter auf die Arbeitsfläche, die Andruckpresse oder ins Stehsatzregal geschoben werden. 
Mit dem Wima-Setzschiff wurde eine Variante entwickelt, bei der verschieb- und arretierbare Anschlagstege zum Einsatz kamen. So konnte der Satz ohne Ausbinden fixiert werden. Außerdem konnte vom Satz auf dem Setzschiff – bei Andruckpressen mit höhenverstellbarer Walze – schnell ein Korrekturabzug erstellt werden.
Nach dem Druck der Kolumnen oder ganzen Seiten wird das Setzschiff zum Ablegeschiff (früher auch Vorteilschiff genannt). Der Ableger (Berufsbezeichnung) reinigt die Seite und legt alles wieder zurück an seinen Platz, die Lettern und das Ausschlussmaterial in die Setzkästen, das Blindmaterial wie Stege, Regletten, Quadrate und Linien sorgfältig zur Wiederverwendung in die dafür vorgesehene Behälter. Der Satz der Monotype-Setzmaschine hingegen wurde, nach Entnahme der Regletten und Linien, zum Wiedereinschmelzen in ein Sammelbehältnis gekippt.
Das Setzschiff oder der Winkelhaken wurden auch für den Brauch benutzt, Berufsanfängern die Bleiläuse zu demonstrieren.